# نيك غاريت
نيك غاريت (بالإنجليزية: Nick Garrett)‏ هو مغني ومغني أوبرا بريطاني، ولد في 13 أبريل 1978.

## روابط خارجية
- نيك غاريت على موقع IMDb (الإنجليزية)